# Uperoleia fusca
Uperoleia fusca är en groddjursart som beskrevs av Davies, McDonald och Chris J. Corben 1986. Uperoleia fusca ingår i släktet Uperoleia och familjen Myobatrachidae. IUCN kategoriserar arten globalt som livskraftig. Inga underarter finns listade i Catalogue of Life.

## Bildgalleri

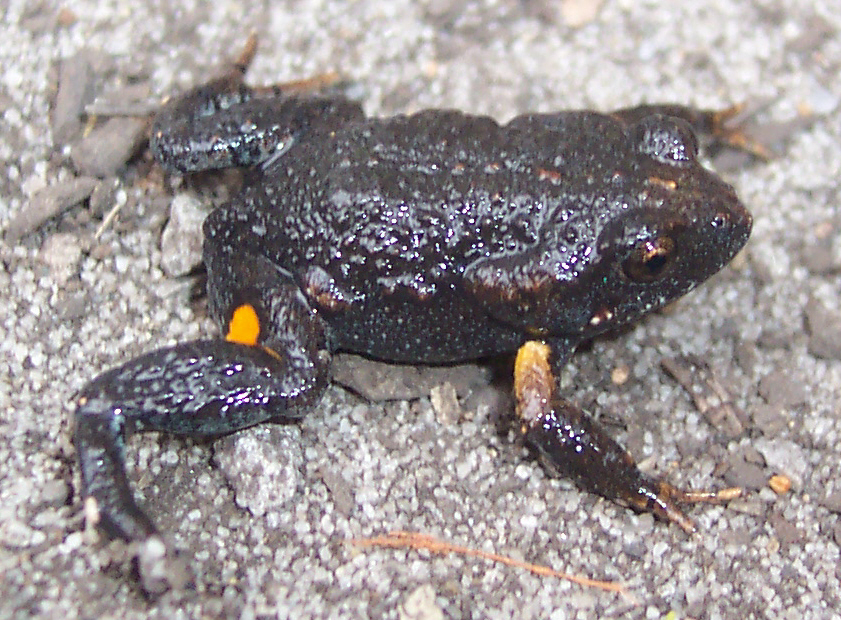
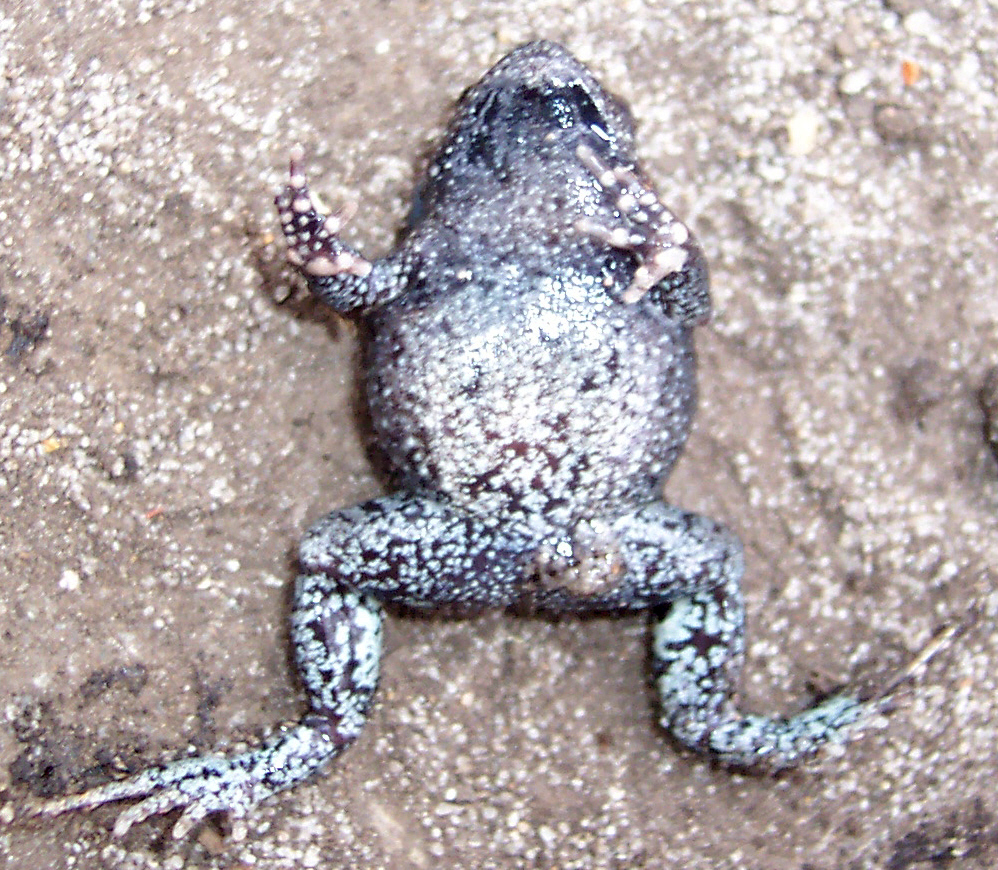